# Tomáš Vaclík
Tomáš Vaclík (Ostrava, República Txeca, 29 de març de 1989) és un futbolista txec que juga com a porter al Boavista FC.

## Carrera
Vaclík va començar amb el Vítkovice, on va jugar durant tres temporades abans de signar pel Viktoria Žižkov. Van aconseguir l'ascens a la Lliga de Futbol de la República Txeca en la primera temporada de Vaclík amb el club, cridant l'atenció de diversos equips. El juliol de 2011, Vaclík va signar un contracte de tres anys amb l'equip neerlandès De Graafschap, no obstant això no va passar la prova mèdica, i va tornar a Praga.
Vaclík va jugar pel Viktoria Žižkov durant la primera meitat de la temporada 2011-12. El gener de 2012, amb el club en la part inferior de la lliga, Vaclík transferit al Sparta Praga.
El maig de 2014 Vaclík va fitxar pel FC Basel de la Super Lliga Suïssa, signant un contracte de quatre anys. Va fer el seu debut en el primer equip de la lliga el 19 de juliol de 2014 en el 2-1 victòria a domicili contra FC Aarau.

## Internacional
Vaclík va representar al seu país en la categoria juvenil entre 2005 i 2011, progressant des de l'equip sub-16 fins a l'equip sub-21. Vaclík va participar en la selecció nacional per primera vegada el 2011, seleccionat com a tercer porter per als partits de l'esquadra contra Espanya i Luxemburg, malgrat que no va jugar. Va fer el seu debut amb la selecció absoluta el 14 de novembre de 2012 en una victòria amistosa 3-0 davant Eslovàquia.